# جائزة كتارا لشاعر الرسول صلى الله عليه وسلم
جائزة كتارا لشاعر الرسول صلى الله عليه وسلم جائزة قطرية سنوية أطلقتها المؤسسة العامة للحي الثقافي – كتارا في عام 2015، وتُمنح الجائزة في فئتي الشعر الفصيح والشعر النبطي بمعدل ثلاث جوائز لكل فئة، حيث يحصل صاحب المركز الأول على مليون ريال قطري، ويحصل صاحب المركز الثاني على جائزة بقيمة 600 ألف ريال قطري، أما صاحب المركز الثالث فيحصل على مبلغ 300 ألف ريال قطري.

## أهداف الجائزة
- دعم فن الشعر وتعزيز دوره في المجتمع الإسلامي، وتعريف الجمهور بقيمته ومدى تأثيره في واقعنا ومن خلال الشعر.
- استثمار الشعر في إبراز رسالة الإسلام والذود عنها ضد المغرضين الذين يسعون إلى تشويه صورة الإسلام.
- تعميق حب المصطفى صلى الله عليه وسلم في قلوب الأجيال المعاصرة، وتحفيزهم على الالتزام بدينهم وإدراك واجباتهم تجاه عقيدتهم ورسالتهم الإسلامية.
- التأكيد على أهمية الشعر واللغة العربية في وحدة الأمة الاسلامية وربط جيل الشباب بحضارتها وتدعيم الهوية العربية.
- إحياء التراث من الأشعار الاسلامية القديمة والألوان الشعرية الحديثة في مناخ تغلب عليه روح المنافسة والتفاعل.
- تشجيع المواهب في مجال الشعر، والترويج والتسويق لأعمال المبدعين الشعرية، عبر نشر وطباعة وتوزيع ديوان للشعراء المتأهلين في كل دورة.[4]

## فئات الجائزة والمزايا
- فئة الشعر الفصيح: تُقدم ثلاث جوائز للفائزين، حيث يحصل الفائز الأول على مليون ريال قطري، والفائز الثاني على 600 ألف ريال قطري، أما الفائز الثالث فيحصل على 300 ألف ريال قطري، ليصبح مجموع الجوائز عن هذه الفئة مليون وتسعمائة ألف ريال قطري.
- فئة الشعر النبطي: تُقدم ثلاث جوائز للفائزين، حيث يحصل الفائز الأول على مليون ريال قطري، والفائز الثاني على 600 ألف ريال قطري، أما الفائز الثالث فيحصل على 300 ألف ريال قطري، ليصبح مجموع الجوائز عن هذه الفئة مليون وتسعمائة ألف ريال قطري.
- تقوم لجنة جائزة كتارا لشاعر الرسول بطباعة ونشر القصائد المتأهلة في ديوان، وتسجيل وإنتاج قرص مدمج (سي دي) للشعراء المتأهلين في استوديوهات كتارا.[5]